# Jugadors de cartes
|  | Per a altres significats, vegeu «Els jugadors de cartes». |

Jugadors de cartes és una obra de Caravaggio, amb data de 1595. Alguns dels seus biògrafs (com Lambert o Robb) la consideren com el seu últim treball de l'etapa primària de la seva vida. Va ser encarregat pel cardenal Francesco Maria del Monte, qui la va retenir en la seva col·lecció privada fins a la seva mort.
L'objectiu d'aquest quadre era mostrar com l'astúcia de la maldat venç sovint, davant la candidesa i innocència dels qui són bons i nobles de cor. Ara bé, les escena mostra a dos nois jugant a la canastra (o un altre joc de cartes, no s'ha identificat del tot), mentre l'informant d'un d'ells fa senyals a l'altre sobre les cartes que té el seu oponent. Caravaggio va basar aquest quadre en les seves pròpies experiències, perquè la seva vida mateixa es va desenvolupar moltes vegades en un ambient delictiu. Forma parella amb La buenaventura, també d'aquests anys i encarregada per Del Monte.

## Descripció
La pintura mostra un noi ben vestit jugant a cartes amb un altre noi. El segon noi, és un trampós, té cartes addicionals ficades en el cinturó a l'esquena, fora de la vista del primer però no de l'espectador. Un altre home més gran, sinistre, està mirant per sobre l'espatlla de la víctima i fent senyals al seu jove còmplice. El segon noi té una daga a mà en un costat, pel que sembla que la violència pot no estar molt lluny.
Va ser la segona pintura que Caravaggio va crear. La primera, La bona sort, havia cridat l'atenció i aquesta nova pintura va estendre la seva reputació. Els temes de La bona sort i jugadors de cartes ofereixen alguna cosa nova, escenes realistes de la vida al carrer, sobretot amb una atenció als petits detalls, com els dits de divisió en els guants de l'ancià, o la mirada ansiosa del jove trampós al seu amo. La penetració psicològica és igualment sorprenent, les tres figures unides pel drama comú, però cada un amb la seva pròpia part única al joc més gran, si l'innocent està sent enganyat, l'altre noi és un altre innocent sent corromput tot i que enganya al seu contrincant.